# William Howard Russell
(William H. Russell dal fronte di Crimea)
William Howard Russell (Dublino, 28 marzo 1820 – Londra, 11 febbraio 1907) è stato un giornalista irlandese.
È stato definito da David Randall «L'uomo che inventò le corrispondenze di guerra». Scrisse per il Times di Londra per il quale seguì la Guerra di Crimea, trasmettendo via telegrafo i suoi articoli.

## La carriera
Nel 1844, a 24 anni, Russell iniziò la sua carriera giornalistica come corrispondente del Times a Dublino, durante il processo a Daniel O'Connell.

A causa della mancanza del telegrafo, Russell dovette recarsi a Londra di corsa, affinché il Times fosse il primo giornale a comunicare la notizia.
 
Una volta entrato nella sede del giornale, esausto, disse a quello che credeva essere un linotipista il verdetto: colpevole.

In realtà si trattava di un reporter del Morning Herald, giornale concorrente, che riuscì così a pubblicare per primo la notizia.

Negli anni successivi fece da corrispondente presso il Parlamento, coprendo anche notizie quali i funerali di Willington nel 1852.

Nel 1854 il direttore del giornale, John Delane, lo inviò in Crimea come corrispondente di guerra: egli fu il primo giornalista civile a svolgere questo compito.

Nell'ottobre del 1854 descrisse la rovinosa carica della cavalleria leggera a Balaklava e le difficili condizioni dei soldati inglesi al fronte, articolo a causa del quale Russell venne fatto rimpatriare immediatamente.

(William H. Russell dal fronte di Crimea)
Inviato negli Stati Uniti durante la Guerra di Secessione, non patteggiò per i Confederati, appoggiati dall'Impero Britannico, ma per l'Unione, parlando tuttavia aspramente della sconfitta a Bull Run e ritrovandosi così nuovamente costretto a rimpatriare.

Una volta ritiratosi dalla carriera di giornalista entrò in Parlamento, si sposò e si dedicò ai viaggi.